# Paul Anderson (voetballer)
Paul Anderson (Melton Mowbray, 23 juli 1988) is een Engels voormalig voetballer die doorgaans speelde als middenvelder. Tussen 2006 en 2024 was hij actief voor Liverpool, Swansea City, Nottingham Forest, Nottingham Forest, Bristol City, Ipswich Town, Bradford City, Northampton Town, Mansfield Town, Plymouth Argyle, opnieuw Northampton Town en Melton Town.

## Clubcarrière
Anderson kwam als kind in de jeugdopleiding van West Bromwich Albion terecht, maar daar had de club geen niet genoeg vertrouwen in zijn kwaliteiten en daardoor kreeg hij geen contract aangeboden. In 2002 verkaste de vleugelspeler dan ook naar Hull City. Liverpool raakte geïnteresseerd in hem en hij mocht ook op proef komen op Anfield. In november 2005 werd hij goed genoeg bevonden en vond een ruildeal plaats, waarbij Anderson naar Liverpool vertrok en John Welsh de omgekeerde route bewandelde. Bij Liverpool zat hij wel enkele keren op de reservebank, maar de rechtsbuiten mocht nooit invallen. In het seizoen 2007/08 werd hij verhuurd aan Swansea City. Dat seizoen pakte hij met die club de titel in de League One. Anderson werd verkozen tot de beste jonge speler van de club en manager Roberto Martínez wilde hem graag bij de club houden. Op 1 juli 2008 tekende hij een nieuw contract bij Liverpool, tot de zomer van 2011.
In de zomer van 2008 werd Anderson verhuurd aan Nottingham Forest. Door een blessure maakte hij pas in oktober zijn debuut, toen met 2–1 werd verloren van Queens Park Rangers. In mei 2009 accepteerde Liverpool een bod van Swansea op de vleugelspeler. Doordat Martínez vertrok bij Swansea naar Wigan Athletic, ging de deal echter niet door en Nottingham Forest kaapte hem voor de neus van de Welshmen weg. In 2012 verkaste Anderson naar Bristol City, waar hij voor twee jaar tekende. Bij Bristol speelde hij negenentwintig wedstrijden, waarin hij drie doelpunten maakte. Na één jaar werd hij overgenomen door Ipswich Town, dat hem ruilde tegen Jay Emmanuel-Thomas. Anderson tekende opnieuw voor twee seizoenen. Na afloop van zijn contract, in de zomer van 2015, tekende Anderson voor twee jaar bij Bradford City. Een jaar later verkaste hij naar Northampton Town, waar hij voor één jaar tekende. In de zomer van 2017 werd Mansfield Town zijn nieuwe werkgever. Anderhalf jaar na zijn komst gingen club en speler uit elkaar. Een kleine maand later tekende Anderson tot medio 2019 bij Plymouth Argyle. Na afloop van dit contract verliet hij de club. In oktober 2019 keerde hij terug bij Northampton Town. Anderson verliet deze club medio 2020. Een jaar later keerde de middenvelder terug naar zijn geboorteplaats, waar hij voor Melton Town ging spelen. In de zomer van 2024 zette Anderson op vijfendertigjarige leeftijd een punt achter zijn actieve loopbaan.

## Clubstatistieken
| Seizoen | Club              | Competitie   | Competitie | Competitie | Beker | Beker | Internationaal | Internationaal | Totaal | Totaal |
| Seizoen | Club              | Competitie   | Wed.       | Dlp.       | Wed.  | Dlp.  | Wed.           | Dlp.           | Wed.   | Dlp.   |
| ------- | ----------------- | ------------ | ---------- | ---------- | ----- | ----- | -------------- | -------------- | ------ | ------ |
| 2007/08 | Swansea City      | League One   | 35         | 9          | 5     | 1     | —              | —              | 40     | 10     |
| 2008/09 | Nottingham Forest | Championship | 26         | 2          | 2     | 0     | —              | —              | 28     | 2      |
| 2009/10 | Nottingham Forest | Championship | 39         | 4          | 5     | 1     | —              | —              | 44     | 5      |
| 2010/11 | Nottingham Forest | Championship | 33         | 2          | 2     | 1     | —              | —              | 35     | 3      |
| 2011/12 | Nottingham Forest | Championship | 17         | 0          | 1     | 0     | —              | —              | 18     | 0      |
| 2012/13 | Bristol City      | Championship | 29         | 3          | 1     | 0     | —              | —              | 30     | 3      |
| 2013/14 | Ipswich Town      | Championship | 31         | 5          | 2     | 0     | —              | —              | 33     | 5      |
| 2014/15 | Ipswich Town      | Championship | 37         | 2          | 0     | 0     | —              | —              | 37     | 2      |
| 2015/16 | Bradford City     | League One   | 13         | 0          | 1     | 0     | —              | —              | 10     | 0      |
| 2016/17 | Bradford City     | League One   | 3          | 0          | 1     | 0     | —              | —              | 4      | 0      |
| 2016/17 | Northampton Town  | League One   | 36         | 6          | 2     | 1     | —              | —              | 38     | 7      |
| 2017/18 | Mansfield Town    | League Two   | 33         | 1          | 7     | 0     | —              | —              | 40     | 1      |
| 2018/19 | Mansfield Town    | League Two   | 0          | 0          | 0     | 0     | —              | —              | 0      | 0      |
| 2018/19 | Plymouth Argyle   | League One   | 4          | 0          | 0     | 0     | —              | —              | 4      | 0      |
| 2019/20 | Northampton Town  | League Two   | 20         | 1          | 5     | 0     | —              | —              | 25     | 1      |
| Totaal  | Totaal            | Totaal       | 311        | 33         | 32    | 3     | 0              | 0              | 343    | 36     |

## Erelijst
| League One | 1 | 2007/08 |